# Elaeocarpus gillespieanus
Elaeocarpus gillespieanus är en tvåhjärtbladig växtart som beskrevs av Albert Charles Smith. Elaeocarpus gillespieanus ingår i släktet Elaeocarpus och familjen Elaeocarpaceae. Inga underarter finns listade i Catalogue of Life.